# Ben Polakbrug
De Ben Polakbrug (brug 258) is een vaste brug in Amsterdam-Centrum.
De verkeersbrug is gelegen in de Roetersstraat en overspant de Nieuwe Prinsengracht. De brug is voor wat betreft haar geschiedenis nauw verbonden met de Lau Mazirelbrug (brug 259), want ze liggen in één doorgaande route. Bovendien liggen ze aan weerszijden van het Dr. Sarphatihuis. Toch is er relatief weinig bekend over deze brug (in vergelijking tot die Mazirelbrug). Er zijn foto’s van circa 1900 toen hier een dubbele basculebrug lag. In 1924 volgde er een aanbesteding voor het plaatsen van een vaste brug, waarbij tevens de Lazirelbrug aangepast moest worden. De brug 258 kwam daarbij van het bureau van Piet Kramer, terwijl brug 259 duidelijk van Piet Kramer is. Opvallend aan de brug is het ontbreken aan beeldhouwwerken, terwijl het graniet daartoe er wel is. Een groot verschil tussen de bruggen is de geringe doorvaartbreedte van de Ben Polakbrug en haar relatief lange walkant.
De brug is vernoemd naar verzetsstrijder, wethouder en politicus Ben Polak; een plaquette siert een van de leuningen. De brug stond ook bekend als Werkhuysbrug, vernoemd naar het werkhuis, later omgedoopt tot Dr. Sarphatihuis.
In 2017 liggen er nog wel tramsporen, maar deze worden niet meer voor een specifieke dienst gebruikt. Tussen 1904 en 2006 hebben (o.a.) de tramlijnen 6, 7, 10 en 20 over de brug gereden. De tramsporen zijn hier nu nog alleen in gebruik voor omleidingen. Sinds 1995 is het een gemeentelijk monument (200392).

## Afbeeldingen

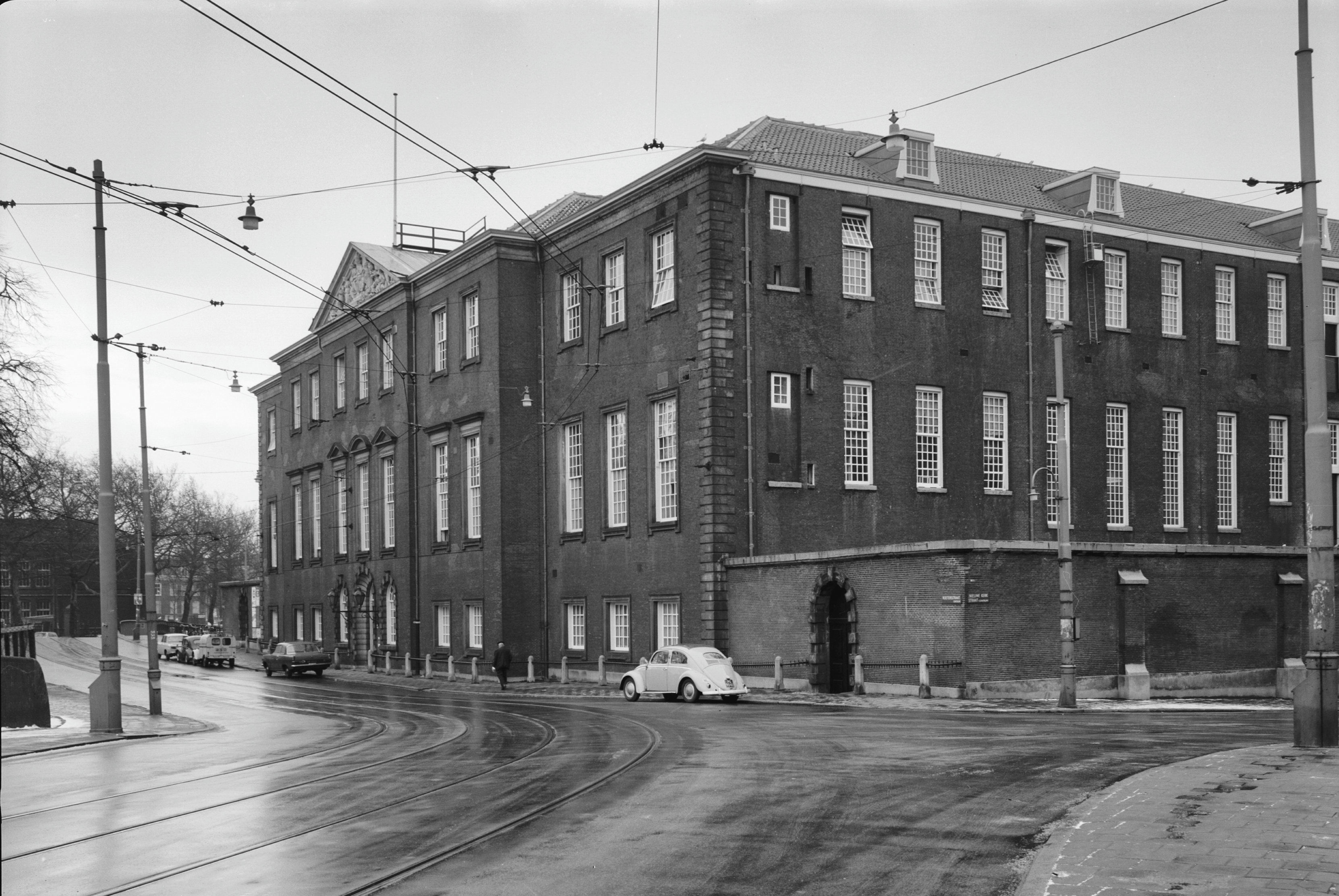
De brug links in 1965
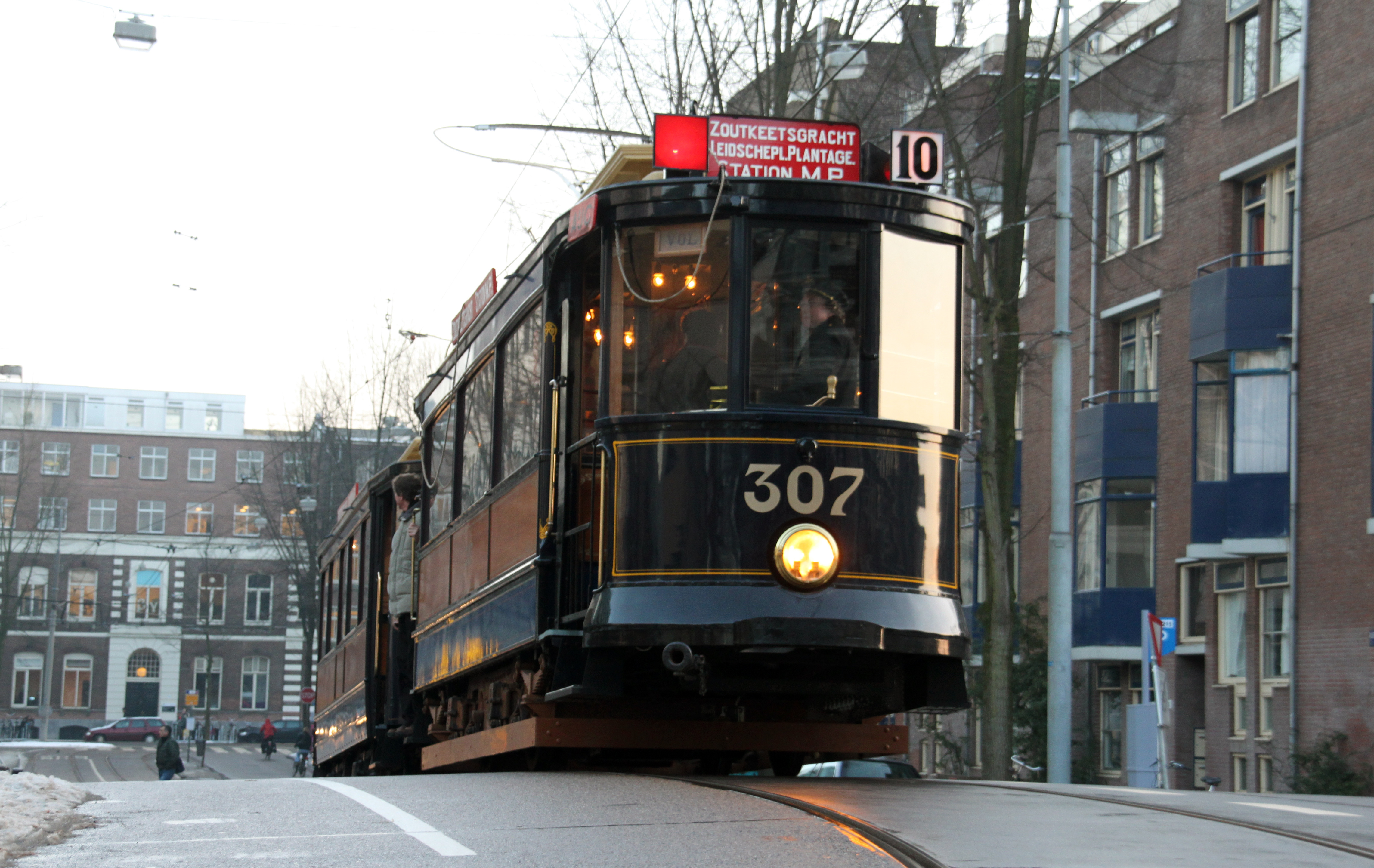
Museumtram in de brug in 2010
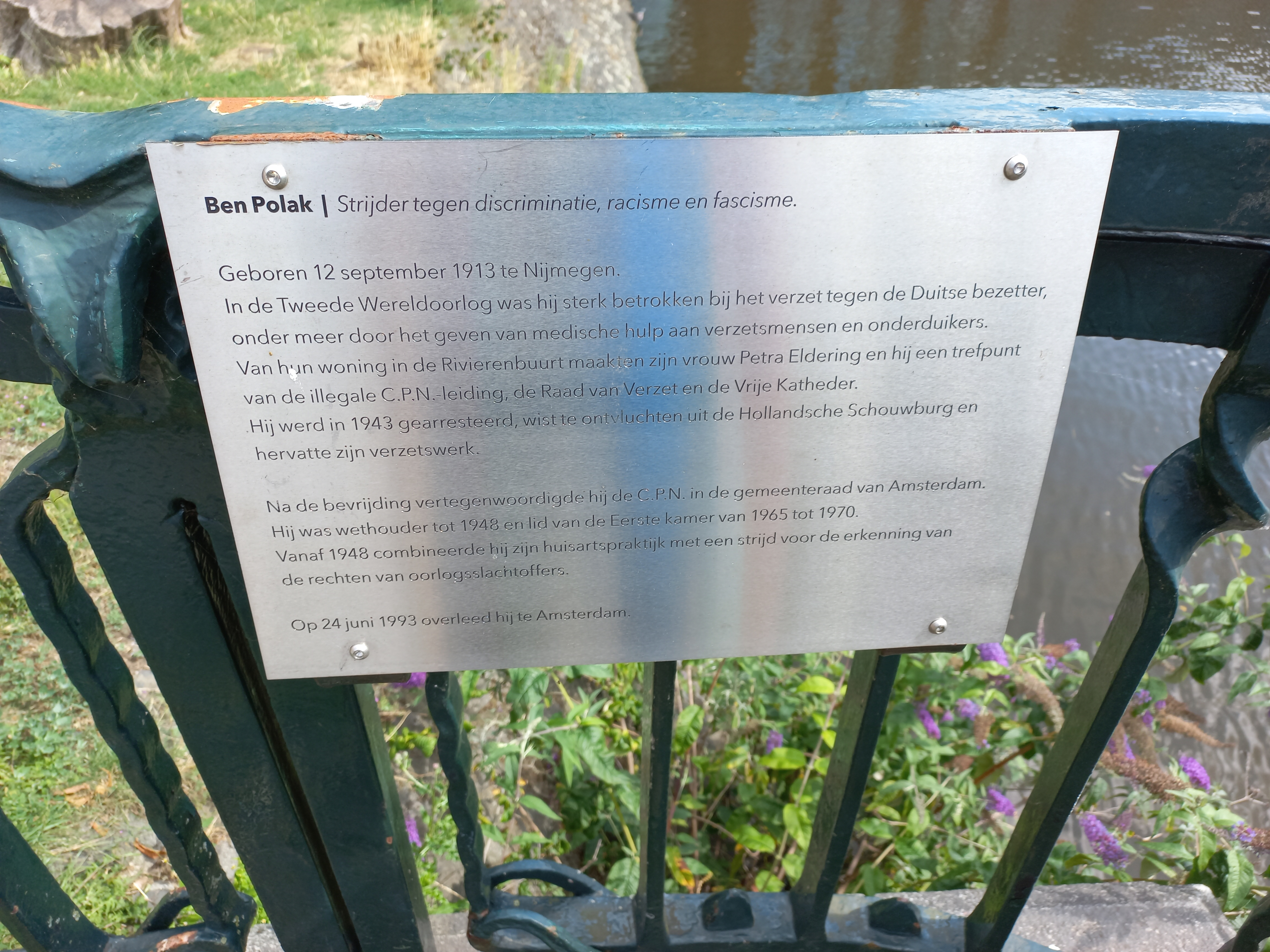
Plaquette Ben Polak (juli 2023)

<<< · 200 · 201 · 202 · 203 · 204 · 205 · 206 · 207 · 208 · 209 ·  210 · 211 · 212 · 213 · 214 · 215 · 216 · 217 · 218 · 220 · 221 · 222 · 223 · 224 · 225 · 226 · 227 · 228 · 228P · 229 · 230 · 231 · 232 · 233 · 234 · 235 · 236 · 237 · 238 · 239 ·  240 · 241 · 242 · 243 · 244 · 245 · 246 · 247 · 248 · 249 ·  250 · 251 · 252 · 253 · 254 · 255 · 256 · 257 · 258 · 259 · 260 · 261 · 262 · 263 · 264 · 265 · 266 · 267 · 270 · 271 · 272 · 273 · 274 · 275 · 277 · 278 · 279 · 280 · 281 · 283 · 285 · 286 · 287 · 288 · 289 · 290 · 291 · 292 · 293 · 295 · 296 · 297 · 298 · 299 · >>>
Brugnummers 219, 268, 269, 276, 282, 284, 294 zijn niet (meer) in omloop.